# TEARS (松井常松の曲)
『TEARS』（ティアーズ）は、松井常松の1枚目のシングル。1991年10月16日に東芝EMI/EASTWORLDから発売された。規格品番：TODT-2700。

## 概要
松井初のシングルである本作は2ndアルバム『SONG OF JOY'』からのリカット。「ケンウッド」のCMソング。

## 収録曲
全作詞・作曲：松井常松,LENNY ZAKATEK,A.VANDERPUTTE
1. TEARS
2. DIAMOND AVENUE